# Белов, Андрей Иванович

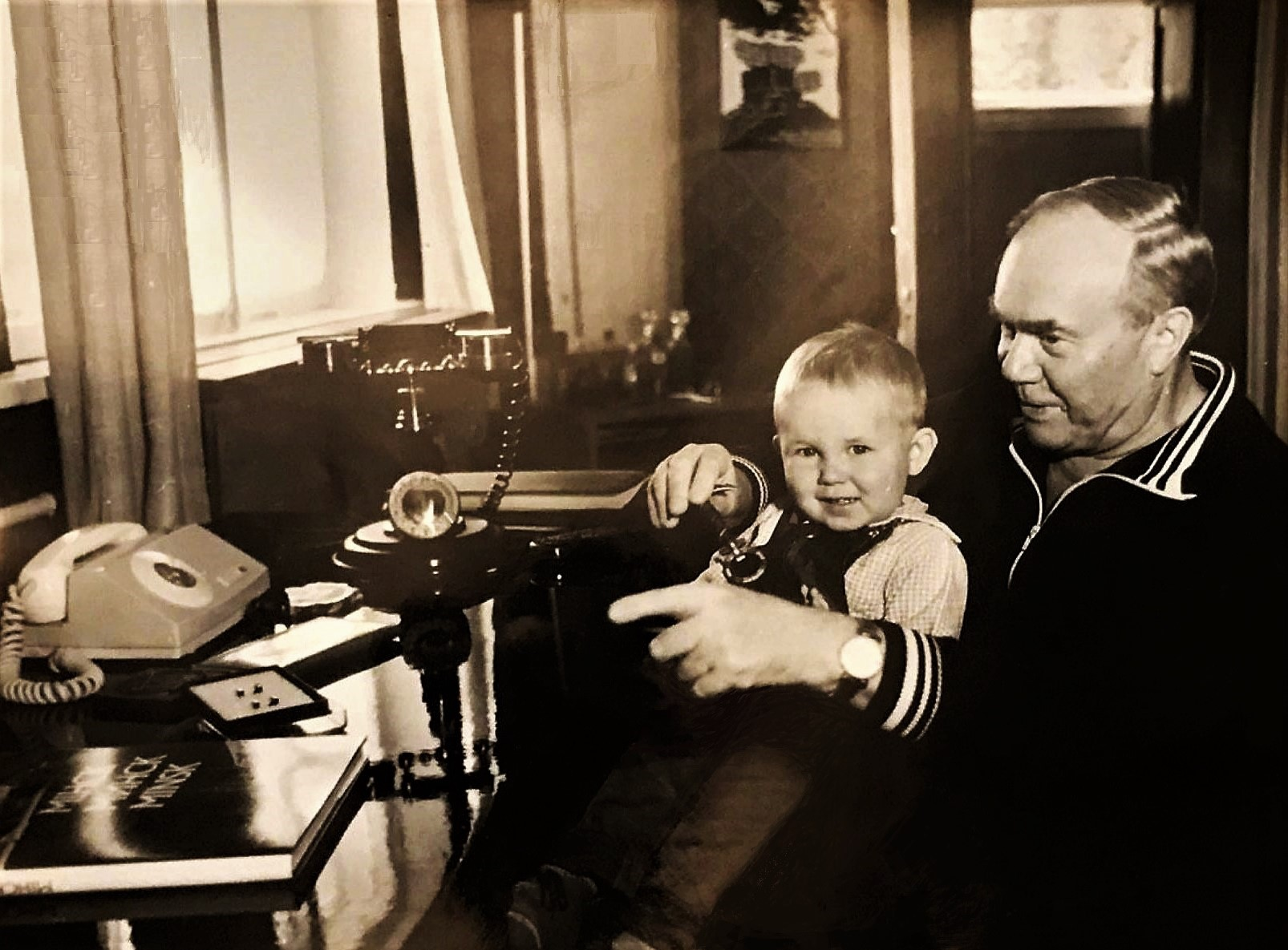
Маршал войск связи А.И. Белов с внуком Алексеем. 1984 год

Андре́й Ива́нович Бело́в (6 (19) августа 1917, Псков — 29 ноября 2001, Москва) — советский военачальник, маршал войск связи (5.11.1973).  Кандидат военных наук (1955). Доктор технических наук (1982). Был последним из остававшихся в живых советских маршалов войск связи.

## Молодость и начало военной службы
Из семьи служащего. Русский. В 1935 году окончил среднюю школу в Пскове, во время учёбы увлекался радиотехникой. С 1935 года учился в Ленинградском электротехническом институте.
После окончания третьего курса института в июле 1938 года добровольцем вступил в Красную армию и был зачислен на 4-й курс Военной электротехнической академии РККА имени С. М. Будённого. В период обучения в 1939—1940 годах участвовал в боевых действиях в советско-финской войне: начальник радиостанции в 8-й армии, помощник начальника связи 77-й стрелковой дивизии, инженер отдела связи штаба армии. В 1940 году успешно окончил академию. С июля 1940 года — инженер по техническим средствам связи 17-й лёгкой танковой бригады, а с апреля 1941 — 54-й танковой дивизии в Закавказском военном округе. В августе 1941 года участвовал в операции по вводу советских войск в Иран и затем некоторое время служил на территории Ирана. Член ВКП(б) с 1941 года.

## Великая Отечественная война
С января 1942 года воентехник 1-го ранга А. И. Белов — в действующей армии на фронтах Великой Отечественной войны. Был начальником связи 55-й танковой бригады на Крымском фронте. С лета 1942 года — начальник связи 28-го танкового корпуса (с ноября 1942 — 4-й механизированный корпус, с декабря 1942 года — 3-й гвардейский механизированный корпус). Воевал на Сталинградском, Южном, 1-м Украинском, 3-м Белорусском, 2-м Прибалтийском фронтах. Участвовал в Сталинградской битве (особо отличился в Котельниковской операции), Курской битве, битве за Днепр, Белорусской операции, Прибалтийской операции, в блокаде Курляндского котла.
В 1945 году — начальник войск связи механизированного корпуса 1-го Дальневосточного фронта, принимал участие в советско-японской войне. Окончил войну в звании подполковника.

## Послевоенное время
С 1945 года по-прежнему был начальником связи корпуса в Ворошилов Приморского края. С 1948 года служил в Военной академии связи имени С. М. Будённого, был старшим преподавателем кафедры тактики связи, с 1952 года — начальник факультета, с февраля 1956 года — начальник кафедры академии. С августа 1957 года — начальник войск связи Туркестанского военного округа. С апреля 1960 года — начальник связи Ракетных войск стратегического назначения СССР. Кандидат военных наук (1955).
С апреля 1968 года — первый заместитель начальника войск связи Министерства обороны СССР. С 25 февраля 1970 года — начальник войск связи Министерства обороны СССР. С июня 1977 года — начальник Войск связи Министерства обороны СССР Вооружённых сил СССР — заместитель начальника Генерального штаба ВС СССР. Генерал-полковник войск связи (27.07.1970). Воинское звание маршал войск связи присвоено 5 ноября 1973 года. Доктор технических наук (1982).
С августа 1987 года — военный инспектор-советник Группы генеральных инспекторов Министерства обороны СССР.
С 1992 года — в отставке. Жил в Москве. В 2000 году была издана книга его мемуаров. «Воспоминания маршала войск связи».
Скончался 29 ноября 2001 года. Похоронен на Троекуровском кладбище (участок 13).

## Награды
- Орден Ленина (1969),

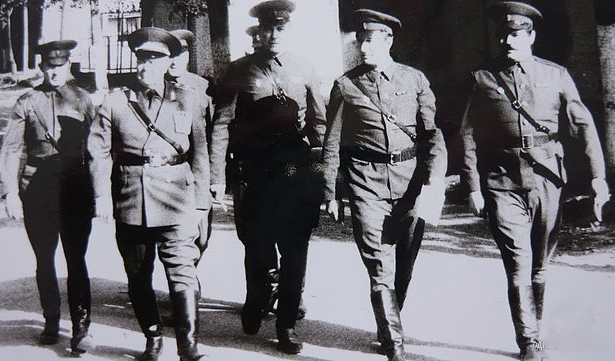
Начальник войск связи ВС СССР
Маршал войск связи А. И. Белов
с командованием 154-го гв. обс 39-й гв мсд. ГСВГ, Ордруф, 1985 год.

- Орден Октябрьской Революции (1978),
- Орден Красного Знамени (07.07.1944),
- Орден Кутузова 2-й ст. (04.11.1981),
- Орден Суворова 3-й ст. (06.08.1944),
- Орден Отечественной войны 1-й ст. (11.03.1985),
- Орден Отечественной войны 2-й ст. (21.10.1943),
- Четыре ордена Красной Звезды (16.01.1943, 1953, 1969, 1987),
- Орден «За службу Родине в Вооружённых Силах СССР» 3-й ст. (1975),
- Медали СССР, в т.ч. две медали «За боевые заслуги» (06.04.1942, 20.06.1950),
- Ленинская премия (1981),
- Государственная премия СССР (1977),

Иностранные ордена и медали
- Орден «9 сентября 1944 года» 1-й степени (Болгария),
- Орден Возрождения Польши 3-й степени (Польша),
- Орден «За боевые заслуги» (Монголия).

## Сочинения
- Белов А. И. Воспоминания маршала войск связи. — 2-е изд., перераб. и доп. — М.: Ириас, 2017. — 122 с. ISBN 978-5-934592-072-2.
- Белов А. И. Войска связи. — М.: Издательство ДОСААФ, 1983. — 63 с.

## Память
- В 2002 году имя маршала войск связи А.И. Белова присвоено 16-му Центральному научно-исследовательскому испытательному институту Министерства обороны Российской Федерации.
- 6 мая 2008 года на здании московского Дома связи открыта мемориальная доска в память А. И. Белова.
- 2 сентября 2019 года бюст А.И. Белова установлен на аллее маршалов войск связи на территории Военной академии связи имени С. М. Будённого в Санкт-Петербурге[3].